# BH-bränning
BH-bränning är ett begrepp som myntades i och med en Miss America-tävling år 1968 då en grupp vänsterradikala feminister ledda av Robin Morgan protesterade mot objektifieringen av, och sexismen mot kvinnor. I protesten slängde de olika accessoarer som förknippades med kvinnoförtryck i en soptunna, bland annat BH:ar och lösögonfransar. Det förekom efter detta enstaka grupper med kvinnor som brände sina BH:ar, men inte i någon större skala. Att det fick sådan uppmärksamhet berodde nog på att det förknippades med flaggbränning och inkallelsebränningar som förekommit under denna period i mer utbredd omfattning. Mycket talar för att förekomsten av BH-bränning överdrevs och att det i stora delar kan betraktas som en faktoid.